# Hymne national du Guatemala
Pour les articles homonymes, voir Feliz (homonymie).
L'Himno Nacional de Guatemala, souvent appelé Guatemala Feliz, est l'hymne national du Guatemala. Le texte a été écrit à l'origine par le poète cubain José Joaquín Palma, et la musique, composée en 1897 par Rafael Álvarez Ovalle. En 1934, José María Bonilla Ruano (José María Bonilla) apporte quelques modifications aux paroles.

## Histoire
Comme tous les chants patriotiques du continent, l'hymne national du Guatemala a connu quelques vicissitudes. Après le concours infructueux que le président Justo Rufino Barrios a lancé en 1879 par l'intermédiaire de la société littéraire El Porvenir, la direction du département de Guatemala lance un concours en 1887 pour choisir la musique sur laquelle on chantera les paroles de l'« hymne populaire » écrit par le poète Ramón Pereira Molina. Des compositeurs distingués participent à ce concours, qui est remporté par Rafael Álvarez Ovalle (es). On entonnera l'« hymne populaire » sur cette musique pendant dix ans sans qu'il soit adopté officiellement comme hymne national. 
Le 26 juillet 1896, le président Reyna Barrios lance un nouveau concours national, d'une durée de près de trois mois, pour doter le pays d'un hymne officiel. Le jury, composé de José Leonard, de Francisco Castañeda et de José Joaquín Palma, décerne le prix aux paroles d'un auteur « anonyme » le 28 octobre. Comme elles se marient parfaitement à la musique qu'il a composée dix ans plus tôt, Rafael Álvarez la soumet à nouveau et gagne le concours. Sa victoire lui vaut toutefois les moments les plus amers de son existence, car les perdants, mécontents que le gagnant soit un « petit indien » portent leur plainte jusqu'au chef d'État, Reyna Barrios. Trois autres jurys sont convoqués successivement pour juger les compositions proposées. C'est ainsi que Reyna Barrios, son cabinet et des personnalités du monde musical réécoutent toutes les œuvres en concurrence, et le 1er février 1897, celle d'Álvarez Ovalle est adoptée officiellement comme musique de l'hymne national. La première exécution est donnée le 14 mars 1897, lors d'une soirée lyrico-littéraire tenue au théâtre Colón, dans le cadre des festivités de l'Exposition centraméricaine ; l'hymne est entonné par les élèves du Conservatoire national de musique,. Ce n'est que 14 ans plus tard que le poète cubain José Joaquín Palma révèle être l'auteur anonyme des paroles avant de mourir ; on suppose qu'il les écrivit en juillet et en août 1896. Le 15 septembre 1910, le président Manuel Estrada Cabrera le reconnaît pour être l'auteur de l'hymne national.
En juillet 1934, sur la proposition du grammairien José Maria Bonilla Ruano (es), le gouvernement de Jorge Ubico Castañeda charge ce grammarien de modifier l'hymne national. Le 26, le président du pays sanctionne en bonne et due forme les modifications, et le 3 août, l'hymne est interprété pour la première fois dans sa version modifiée.
En mars 1964, le colonel et chef de gouvernement Enrique Peralta Azurdia fait construire une vitrine au sculpteur Rodolfo Galeotti Torres (es) au prix de 2 800 Q pour y abriter notamment, à la Bibliothèque nationale, les manuscrits de l'hymne national que la petite-fille du poète cubain a offerts au Guatemala.
En 1897, l'Académie de musique de Milan déclare que Guatemala Feliz est l'hymne national le plus beau du monde, et en 1965, les Nations unies considèrent cet hymne, la Marseillaise et celui de la Tchécoslovaquie comme les hymnes les plus beaux du monde, avant d'abandonner cette catégorisation en 1999.

## Paroles
| Version originale (1896) (es) | Traduction de la version de 1896 | Version modifiée (1934) (es) | Traduction de la version de 1934 |
| ----------------------------- | -------------------------------- | --- | --- |
|                               |                                  | ¡Guatemala Feliz...! que tus aras no profane jamás el verdugo; ni haya esclavos que laman el yugo ni tiranos que escupan tu faz. Si mañana tu suelo sagrado lo amenaza invasión extranjera, libre al viento tu hermosa bandera a vencer o a morir llamará. Coro Libre al viento tu hermosa bandera a vencer o a morir llamará; que tu pueblo con ánima fiera antes muerto que esclavo será. De tus viejas y duras cadenas tú forjaste con mano iracunda, el arado que el suelo fecunda y la espada que salva el honor. Nuestros padres lucharon un día encendidos en patrio ardimiento, y lograron sin choque sangriento colocarte en un trono de amor. Coro Y lograron sin choque sangriento colocarte en un trono de amor, que de patria en enérgico acento dieron vida al ideal redentor. Es tu enseña pedazo de cielo en que prende una nube su albura, y ¡ay! de aquel que con ciega locura sus colores pretenda manchar. Pues tus hijos valientes y altivos, que veneran la paz cual presea, nunca esquivan la ruda pelea si defienden su tierra y su hogar. Coro Nunca esquivan la ruda pelea si defienden su tierra y su hogar, que es tan sólo el honor su alma idea y el altar de la patria su altar. Recostada en el ande soberbio, de dos mares al ruido sonoro, bajo el ala de grana y de oro te adormeces del bello Quetzal. Ave indiana que vive en tu escudo, paladión que protege tu suelo; ¡ojalá que remonte su vuelo, más que el cóndor y el águila real! Coro ¡Ojalá que remonte su vuelo, más que el cóndor y el águila real, y en sus alas levante hasta el cielo, Guatemala, tu nombre inmortal! | Heureux Guatemala ! Que le bourreau ne profane jamais tes autels ni qu'il y ait d'esclaves qui lèchent le joug ni de tyrans qui te crachent à la face. Si une invasion étrangère menace demain ton sol sacré, flottant au vent, ton beau drapeau invitera à vaincre ou à mourir. Chœur Flottant au vent, ton beau drapeau invitera à vaincre ou à mourir, car ton peuple à l'âme féroce sera mort plutôt qu'esclave. Avec tes vieilles chaînes dures, tu forgeas, d'une main courroucée, la charrue qui féconde le sol et l'épée qui sauve l'honneur. Nos pères luttèrent un jour, enflammés par une ardeur patriotique, et réussirent, sans affrontement sanglant, à te placer sur un trône d'amour. Chœur Et réussirent, sans affrontement sanglant, à te placer sur un trône d'amour, car ils donnèrent vie à l'idéal rédempteur Phrase à traduire sur laquelle le doute persiste, en premier argument⇔de patrie avec énergie. Ton drapeau est un morceau de ciel où un nuage saisit sa blancheur, et gare à celui qui, par une aveugle folie, prétendra tacher ses couleurs, Car tes fils fiers et courageux, qui vénèrent la paix comme un joyau, ne se soustraient jamais à la rude bataille s'ils défendent leur terre et leur foyer. Chœur Ne se soustraient jamais à la rude bataille s'ils défendent leur terre et leur foyer, Phrase à traduire sur laquelle le doute persiste, en premier argument⇔car l'autel de la patrie est le leur, tant leur âme ne conçoit que l'honneur. Appuyé sur les Andes superbes, au bruit sonore de deux mers, tu t'endors sous l'aile or et écarlate du beau quetzal, Oiseau indien qui vit sur tes armoiries, palladium qui protège ton sol. Qu'il s'élève plus haut que le condor et l'aigle royal ! Chœur Qu'il s'élève plus haut que le condor et l'aigle royal et que, sur ses ailes, il porte au ciel, Guatemala, ton nom immortel ! |